# Бек, Анри
Анри Франсуа Бек (фр. Henry François Becque, 9 апреля 1837, Лилль — 12 мая 1899, Париж) — французский драматург и литературный критик. Один из создателей натурализма в театре.

## Биография
Творческую деятельность начал в 1867 с написания в духе Байрона либретто к опере Викторена Жонсьера «Сарданапал». Затем последовала комедия «Блудный сын» (фр. L’Enfant prodigue) в 1868.
Наиболее известна написанная им в 1876—1877 пьеса «Вороны» (фр. Les Corbeaux) — шедевр натуралистического театра, поставленная на сцене «Комеди Франсэз» в 1882, но не получившая успеха. В ней нет стилистических ухищрений; персонажи говорят как в жизни, привычным языком, используя просторечивые и даже неправильные выражения. Пьеса рассказывает о вдове и её дочерях, после смерти главы семейства попадающих в лапы нечестных адвокатов, ложных друзей и безжалостных кредиторов.
Пьеса «Парижанка» (La Parisienne, 1885) — язвительная сатира на женскую неверность. Анри Бек исповедовал глубоко пессимистический взгляд на общество, и во всех его пьесах выведены по преимуществу отталкивающие персонажи.
В 1884 году Огюст Роден выполнил скульптурный портрет Анри Бека.

## Избранные произведения

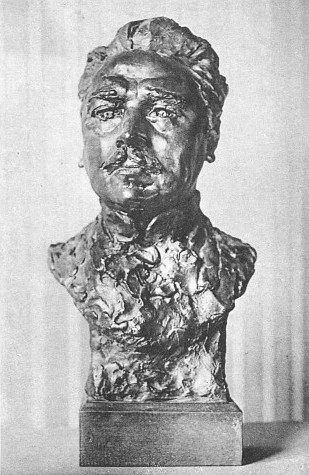
Анри Франсуа Бек. Скульптурный портрет работы Огюста Родена

Одним из первых порвал с условностями как классического, так и романтического театра. Автор драм и комедий, в том числе:
- Sardanapale, (либретто, 1867)
- L’Enfant prodigue, (комедия 1868)
- Michel Pauper, (драма 1870)
- La Navette, (комедия 1878)
- Les Corbeaux, (пьеса в 4-х актах 1882)
- La Parisienne, (комедия 1885)
- Théâtre complet (1890) и др.

Автор известных афоризмов:
- Свобода и здоровье имеют одно общее: по-настоящему ценишь их только тогда, когда их не хватает.
- Люди постоянны только в одном — в привычках.
- Мы за равенство только с теми, кто нас превосходит.